# Campeonato Mundial de Voleibol Masculino Sub-19 de 2013
O Campeonato Mundial de Voleibol Masculino Sub-19 de 2013 foi a 13ª edição da competição, disputada entre 20 seleções mundiais, no período de 27 de junho a 7 de julho, e a exemplo da edição de 2007 foi novamente realizada nas cidades mexicanas Tijuana e Mexicali, local dos jogos Centro de Alto Rendimiento Baja California (CAR) e Auditorio del Estado, respectivamente.
A Seleção Russa conquistou seu terceiro título na categoria ao vencer a Seleção  Chinesa, em terceiro lugar finalizou a Seleção Polonesa que derrotou a Seleção Iraniana.O levantador Pavel Pankov recebeu o prêmio de melhor jogador (MVP).

## Equipes qualificadas
| Torneio de qualificação          | Data                                  | Sede               | Vagas | Qualificados   | Última participação |
| -------------------------------- | ------------------------------------- | ------------------ | ----- | -------------- | ------------------- |
| Representante do país-sede       | 18 de março de 2012                   | Lausana            | 1     | México         | 2007                |
| Campeonato Africano de 2013      | 20 a 26 de janeiro de 2013            | Sétif              | 4     | Egito          | 2011                |
| Campeonato Africano de 2013      | 20 a 26 de janeiro de 2013            | Sétif              | 4     | Tunísia        | 2011                |
| Campeonato Africano de 2013      | 20 a 26 de janeiro de 2013            | Sétif              | 4     | Ruanda         | Estreante           |
| Campeonato Africano de 2013      | 20 a 26 de janeiro de 2013            | Sétif              | 4     | Argélia        | 2009                |
| Campeonato Asiático de 2012      | 24 de outubro a 1 de novembro de 2012 | Teerã              | 4     | Irã            | 2011                |
| Campeonato Asiático de 2012      | 24 de outubro a 1 de novembro de 2012 | Teerã              | 4     | China          | 2011                |
| Campeonato Asiático de 2012      | 24 de outubro a 1 de novembro de 2012 | Teerã              | 4     | Japão          | 2009                |
| Campeonato Asiático de 2012      | 24 de outubro a 1 de novembro de 2012 | Teerã              | 4     | Coreia do Sul  | 2011                |
| Campeonato Europeu de 2013       | 12 a 21 de abril de 2013              | Laktaši & Belgrado | 6     | Rússia         | 2011                |
| Campeonato Europeu de 2013       | 12 a 21 de abril de 2013              | Laktaši & Belgrado | 6     | Polônia        | 2009                |
| Campeonato Europeu de 2013       | 12 a 21 de abril de 2013              | Laktaši & Belgrado | 6     | Bélgica        | 2007                |
| Campeonato Europeu de 2013       | 12 a 21 de abril de 2013              | Laktaši & Belgrado | 6     | Finlândia      | 1993                |
| Campeonato Europeu de 2013       | 12 a 21 de abril de 2013              | Laktaši & Belgrado | 6     | Turquia        | 1993                |
| Campeonato Europeu de 2013       | 12 a 21 de abril de 2013              | Laktaši & Belgrado | 6     | França         | 2011                |
| Campeonato NORCECA de 2012       | 30 de junho a 8 de julho de 2012      | Tijuana            | 2     | Cuba           | 2011                |
| Campeonato NORCECA de 2012       | 30 de junho a 8 de julho de 2012      | Tijuana            | 2     | Estados Unidos | 2011                |
| Campeonato Sul-Americano de 2012 | 7 a 11 de novembro de 2012            | Santiago           | 3     | Brasil         | 2011                |
| Campeonato Sul-Americano de 2012 | 7 a 11 de novembro de 2012            | Santiago           | 3     | Argentina      | 2011                |
| Campeonato Sul-Americano de 2012 | 7 a 11 de novembro de 2012            | Santiago           | 3     | Chile          | Estreante           |
| Total                            |                                       |                    | 20    |                |                     |

## Locais dos jogos
| Local 1                                    |
| ------------------------------------------ |
| Tijuana-México                             |
| Centro de Alto Rendimiento Baja California |
| Capacidade:4 000                           |

| Local 2              |
| -------------------- |
| Mexicali-México      |
| Auditorio del Estado |
| Capacidade:5 000     |

## Formato da disputa
As vinte seleções foram divididas proporcionalmente em Grupo A, B,C e D, em cada grupo as seleções se enfrentam entre si, as quatro melhores colocadas de cada grupo classificam para as oitavas de final e as quintas colocadas de cada grupo disputarão as classificações inferiores; as melhores equipes das oitavas de final classificarão para as quartas de final e desta fase os times com melhor desempenho classificarão para as semifinais, já os eliminados competiram pelas posições inferiores;  e os melhores times dos jogos semifinais disputaram a grande final e os eliminados lutarão pelo bronze.
Em todo fase classificatória um placar de 3–0 ou 3–1 assegura três pontos na classificação para a equipe vencedora e nenhum para a perdedora. No caso de um placar de 3–2, o time vencedor soma dois pontos e o derrotado, um.

## Fase classificatória
Classificação

## Grupo A
|     |         |     | Jogos | Jogos | Jogos | Sets | Sets | Sets  | Pontos | Pontos | Pontos |
| Pos | Equipe  | Pts | T     | V     | D     | V    | P    | R     | V      | P      | R      |
| --- | ------- | --- | ----- | ----- | ----- | ---- | ---- | ----- | ------ | ------ | ------ |
| 1   | Polônia | 11  | 4     | 4     | 0     | 12   | 2    | 6,000 | 327    | 281    | 1.164  |
| 2   | China   | 10  | 4     | 3     | 1     | 11   | 3    | 3.667 | 332    | 270    | 1.230  |
| 3   | Bélgica | 5   | 4     | 2     | 2     | 6    | 8    | 0.750 | 294    | 291    | 1.010  |
| 4   | México  | 4   | 4     | 1     | 3     | 5    | 10   | 0.500 | 309    | 342    | 0.904  |
| 5   | Tunísia | 0   | 4     | 0     | 4     | 1    | 12   | 0.083 | 250    | 328    | 0.762  |

Resultados
| Data      | Hora  |            | Placar |            | Set 1 | Set 2 | Set 3 | Set 4 | Set 5 | Total   | Relatório |
| --------- | ----- | ---------- | ------ | ---------- | ----- | ----- | ----- | ----- | ----- | ------- | --------- |
| 27 de jun | 12:05 | Tunísia    | 0–3    | ' Polônia' | 20–25 | 18–25 | 21–25 |       |       | 59–75   | 59–75     |
| 27 de jun | 20:14 | México     | 0–3    | ' China'   | 19–25 | 15–25 | 18–25 |       |       | 52–75   | 52–75     |
| 28 de jun | 12:00 | 'Bélgica ' | 3–0    | Tunísia    | 25–19 | 25–12 | 25–15 |       |       | 75–46   | 75–46     |
| 28 de jun | 19:00 | 'Polônia ' | 3–0    | México     | 25–15 | 25–22 | 25–22 |       |       | 75–59   | 75–59     |
| 29 de jun | 12:00 | China      | 2–3    | ' Polônia' | 19–25 | 22–25 | 25–21 | 25–13 | 16–18 | 107–102 | 107–102   |
| 29 de jun | 19:40 | México     | 2–3    | ' Bélgica' | 25–17 | 25–22 | 20–25 | 14–25 | 11–15 | 95–104  | 95–104    |
| 30 de jun | 12:00 | Bélgica    | 0–3    | ' China'   | 23–25 | 15–25 | 21–25 |       |       | 59–75   | 59–75     |
| 30 de jun | 19:00 | Tunísia    | 1–3    | ' México'  | 28–30 | 17–25 | 25–23 | 18–25 |       | 88–103  | 88–103    |
| 1 de jul  | 12:00 | 'China '   | 3–0    | Tunísia    | 25–14 | 25–22 | 25–21 |       |       | 75–57   | 75–57     |
| 1 de jul  | 14:00 | 'Polônia ' | 3–0    | Bélgica    | 25–22 | 25–13 | 25–21 |       |       | 75–56   | 75–56     |

## Grupo B
|     |           |     | Jogos | Jogos | Jogos | Sets | Sets | Sets  | Pontos | Pontos | Pontos |
| Pos | Equipe    | Pts | T     | V     | D     | V    | P    | R     | V      | P      | R      |
| --- | --------- | --- | ----- | ----- | ----- | ---- | ---- | ----- | ------ | ------ | ------ |
| 1   | Argentina | 11  | 4     | 4     | 0     | 12   | 2    | 6,000 | 329    | 263    | 1.251  |
| 2   | Cuba      | 7   | 4     | 2     | 2     | 8    | 7    | 1.143 | 325    | 327    | 0.994  |
| 3   | Chile     | 5   | 4     | 2     | 2     | 7    | 8    | 0.875 | 324    | 329    | 0.985  |
| 4   | Turquia   | 5   | 4     | 1     | 3     | 7    | 9    | 0.778 | 344    | 369    | 0.932  |
| 5   | Japão     | 2   | 4     | 1     | 3     | 3    | 11   | 0.273 | 301    | 335    | 0.899  |

Resultados
| Data      | Hora  |              | Placar |              | Set 1 | Set 2 | Set 3 | Set 4 | Set 5 | Total   | Relatório |
| --------- | ----- | ------------ | ------ | ------------ | ----- | ----- | ----- | ----- | ----- | ------- | --------- |
| 27 de jun | 12:00 | Japão        | 0–3    | ' Chile'     | 21–25 | 21–25 | 22–25 |       |       | 64–75   | 64–75     |
| 27 de jun | 19:00 | Cuba         | 0–3    | ' Turquia'   | 23–25 | 27–29 | 21–25 |       |       | 71–79   | 71–79     |
| 28 de jun | 12:00 | Turquia      | 2–3    | ' Japão'     | 26–24 | 26–24 | 17–25 | 24–26 | 17–19 | 110–118 | 110–118   |
| 28 de jun | 14:52 | 'Argentina ' | 3–2    | Cuba         | 25–17 | 21–25 | 18–25 | 25–10 | 15–10 | 104–87  | 104–87    |
| 29 de jun | 12:00 | 'Chile '     | 3–2    | Turquia      | 22–25 | 25–19 | 25–17 | 18–25 | 15–12 | 105–98  | 105–98    |
| 29 de jun | 19:00 | Japão        | 0–3    | ' Argentina' | 21–25 | 17–25 | 19–25 |       |       | 57–75   | 57–75     |
| 30 de jun | 12:00 | 'Argentina ' | 3–0    | Chile        | 25–18 | 25–23 | 25–21 |       |       | 75–62   | 75–62     |
| 30 de jun | 19:25 | 'Cuba '      | 3–0    | Japão        | 25–19 | 25–23 | 25–20 |       |       | 75–62   | 75–62     |
| 1 de jul  | 12:00 | Chile        | 1–3    | ' Cuba'      | 21–25 | 20–25 | 25–17 | 16–25 |       | 82–92   | 82–92     |
| 1 de jul  | 19:00 | Turquia      | 0–3    | ' Argentina' | 20–25 | 17–25 | 20–25 |       |       | 57–75   | 57–75     |

## Grupo C
|     |           |     | Jogos | Jogos | Jogos | Sets | Sets | Sets  | Pontos | Pontos | Pontos |
| Pos | Equipe    | Pts | T     | V     | D     | V    | P    | R     | V      | P      | R      |
| --- | --------- | --- | ----- | ----- | ----- | ---- | ---- | ----- | ------ | ------ | ------ |
| 1   | Rússia    | 12  | 4     | 4     | 0     | 12   | 0    | MAX   | 300    | 202    | 1.485  |
| 2   | Irã       | 8   | 4     | 3     | 1     | 9    | 5    | 1.800 | 321    | 275    | 1.167  |
| 3   | França    | 5   | 4     | 2     | 2     | 6    | 8    | 0.750 | 283    | 280    | 1.011  |
| 4   | Finlândia | 4   | 4     | 1     | 3     | 7    | 11   | 0.636 | 332    | 401    | 0.828  |
| 5   | Ruanda    | 1   | 4     | 0     | 4     | 2    | 12   | 0.167 | 253    | 331    | 0.764  |

Resultados
| Data      | Hora  |           | Placar |              | Set 1 | Set 2 | Set 3 | Set 4 | Set 5 | Total   | Relatório |
| --------- | ----- | --------- | ------ | ------------ | ----- | ----- | ----- | ----- | ----- | ------- | --------- |
| 27 de jun | 13:59 | 'Irã '    | 3–2    | Finlândia    | 25–15 | 25–18 | 21–25 | 25–27 | 15–8  | 111–93  | 111–93    |
| 27 de jun | 17:00 | 'França ' | 3–0    | Ruanda       | 25–16 | 25–12 | 25–18 |       |       | 75–46   | 75–46     |
| 28 de jun | 14:00 | Finlândia | 2–3    | ' França'    | 25–21 | 25–23 | 11–25 | 14–25 | 9–15  | 84–109  | 84–109    |
| 28 de jun | 17:00 | 'Rússia ' | 3–0    | Irã          | 25–19 | 25–22 | 25–19 |       |       | 75–60   | 75–60     |
| 29 de jun | 14:40 | França    | 0–3    | ' Rússia'    | 16–25 | 17–25 | 13–25 |       |       | 46–75   | 46–75     |
| 29 de jun | 17:00 | Ruanda    | 2–3    | ' Finlândia' | 25–21 | 18–25 | 21–25 | 25–16 | 17–19 | 106–106 | 106–106   |
| 30 de jun | 14:00 | 'Rússia ' | 3–0    | Ruanda       | 25–13 | 25–18 | 25–16 |       |       | 75–47   | 75–47     |
| 30 de jun | 17:00 | 'Irã '    | 3–0    | França       | 25–20 | 25–18 | 25–15 |       |       | 75–53   | 75–53     |
| 1 de jul  | 17:00 | Ruanda    | 0–3    | ' Irã'       | 19–25 | 19–25 | 16–25 |       |       | 54–75   | 54–75     |
| 1 de jul  | 19:00 | Finlândia | 0–3    | ' Rússia'    | 14–25 | 15–25 | 20–25 |       |       | 49–75   | 49–75     |

## Grupo D
|     |                |     | Jogos | Jogos | Jogos | Sets | Sets | Sets  | Pontos | Pontos | Pontos |
| Pos | Equipe         | Pts | T     | V     | D     | V    | P    | R     | V      | P      | R      |
| --- | -------------- | --- | ----- | ----- | ----- | ---- | ---- | ----- | ------ | ------ | ------ |
| 1   | Brasil         | 12  | 4     | 4     | 0     | 12   | 0    | MAX   | 300    | 220    | 1.364  |
| 2   | Coreia do Sul  | 7   | 4     | 2     | 2     | 8    | 6    | 1.333 | 317    | 285    | 1.112  |
| 3   | Egito          | 6   | 4     | 2     | 2     | 6    | 7    | 0.857 | 277    | 277    | 1,000  |
| 4   | Estados Unidos | 5   | 4     | 2     | 2     | 7    | 9    | 0.778 | 341    | 363    | 0.939  |
| 5   | Argélia        | 0   | 4     | 0     | 4     | 1    | 12   | 0.083 | 239    | 329    | 0.726  |

Resultados
| Data      | Hora  |                   | Placar |                   | Set 1 | Set 2 | Set 3 | Set 4 | Set 5 | Total   | Relatório |
| --------- | ----- | ----------------- | ------ | ----------------- | ----- | ----- | ----- | ----- | ----- | ------- | --------- |
| 27 de jun | 14:00 | 'Estados Unidos ' | 3–1    | Argélia           | 23–25 | 25–16 | 28–26 | 25–17 |       | 101–84  | 101–84    |
| 27 de jun | 17:00 | Egito             | 0–3    | ' Coreia do Sul'  | 21–25 | 14–25 | 20–25 |       |       | 55–75   | 55–75     |
| 28 de jun | 17:00 | Argélia           | 0–3    | ' Egito'          | 26–28 | 15–25 | 10–25 |       |       | 51–78   | 51–78     |
| 28 de jun | 19:31 | 'Brasil '         | 3–0    | Estados Unidos    | 25–18 | 25–21 | 25–21 |       |       | 75–60   | 75–60     |
| 29 de jun | 14:34 | Egito             | 0–3    | ' Brasil'         | 16–25 | 16–25 | 14–25 |       |       | 46–75   | 46–75     |
| 29 de jun | 17:00 | 'Coreia do Sul '  | 3–0    | Argélia           | 25–22 | 25–14 | 25–15 |       |       | 75–51   | 75–51     |
| 30 de jun | 14:00 | 'Brasil '         | 3–0    | Coreia do Sul     | 25–22 | 25–16 | 25–23 |       |       | 75–61   | 75–61     |
| 30 de jun | 17:00 | Estados Unidos    | 1–3    | ' Egito'          | 18–25 | 25–23 | 16–25 | 17–25 |       | 76–98   | 76–98     |
| 1 de jul  | 14:26 | Coreia do Sul     | 2–3    | ' Estados Unidos' | 25–22 | 20–25 | 21–25 | 25–15 | 15–17 | 106–104 | 106–104   |
| 1 de jul  | 17:07 | Argélia           | 0–3    | ' Brasil'         | 15–25 | 23–25 | 15–25 |       |       | 53–75   | 53–75     |

## Fase final

### Classificação do 17º ao 20º lugares
|     |         |     | Jogos | Jogos | Jogos | Sets | Sets | Sets  | Pontos | Pontos | Pontos |
| Pos | Equipe  | Pts | T     | V     | D     | V    | P    | R     | V      | P      | R      |
| --- | ------- | --- | ----- | ----- | ----- | ---- | ---- | ----- | ------ | ------ | ------ |
| 1   | Japão   | 9   | 3     | 3     | 0     | 9    | 0    | MAX   | 225    | 163    | 1.380  |
| 2   | Tunísia | 6   | 3     | 2     | 1     | 6    | 5    | 1.200 | 253    | 230    | 1.100  |
| 3   | Argélia | 3   | 3     | 1     | 2     | 4    | 6    | 0.667 | 212    | 228    | 0.930  |
| 4   | Ruanda  | 0   | 3     | 0     | 3     | 1    | 9    | 0.111 | 181    | 250    | 0.724  |

Resultados
| Data     | Hora  |         | Placar |         | Set 1 | Set 2 | Set 3 | Set 4 | Set 5 | Total  | Relatório |
| -------- | ----- | ------- | ------ | ------- | ----- | ----- | ----- | ----- | ----- | ------ | --------- |
| 4 de jul | 17:00 | Tunísia | 0–3    | Japão   | 22–25 | 21–25 | 16–25 |       |       | 59–75  | 59–75     |
| 4 de jul | 19:00 | Ruanda  | 0–3    | Argélia | 19–25 | 22–25 | 18–25 |       |       | 59–75  | 59–75     |
| 5 de jul | 08:00 | Tunísia | 3–1    | Argélia | 25–15 | 25–18 | 19–25 | 25–19 |       | 94–77  | 94–77     |
| 5 de jul | 10:15 | Japão   | 3–0    | Ruanda  | 25–10 | 25–20 | 25–14 |       |       | 75–44  | 75–44     |
| 6 de jul | 08:00 | Japão   | 3–0    | Argélia | 25–19 | 25–23 | 25–18 |       |       | 75–60  | 75–60     |
| 6 de jul | 10:00 | Tunísia | 3–1    | Ruanda  | 25–15 | 27–25 | 23–25 | 25–13 |       | 100–78 | 100–78    |

### Oitavas de final
Resultados
| Data     | Hora  |               | Placar |                | Set 1 | Set 2 | Set 3 | Set 4 | Set 5 | Total   | Relatório |
| -------- | ----- | ------------- | ------ | -------------- | ----- | ----- | ----- | ----- | ----- | ------- | --------- |
| 3 de jul | 12:00 | Argentina     | 3–0    | México         | 25–16 | 25–14 | 25–20 |       |       | 75–50   | 75–50     |
| 3 de jul | 12:00 | Irã           | 3–1    | Egito          | 25–14 | 25–21 | 20–25 | 25–23 |       | 95–83   | 95–83     |
| 3 de jul | 14:00 | Cuba          | 3–0    | Bélgica        | 26–24 | 25–21 | 25–20 |       |       | 76–65   | 76–65     |
| 3 de jul | 14:25 | Rússia        | 3–0    | Estados Unidos | 25–18 | 25–16 | 25–19 |       |       | 75–53   | 75–53     |
| 3 de jul | 17:00 | Brasil        | 3–2    | Finlândia      | 25–20 | 25–12 | 29–31 | 27–29 | 15–11 | 121–103 | 121–103   |
| 3 de jul | 17:00 | China         | 3–0    | Chile          | 25–17 | 25–20 | 25–17 |       |       | 75–54   | 75–54     |
| 3 de jul | 19:00 | Polônia       | 3–1    | Turquia        | 26–24 | 25–19 | 25–27 | 26–24 |       | 102–94  | 102–94    |
| 3 de jul | 19:57 | Coreia do Sul | 0–3    | França         | 23–25 | 19–25 | 17–25 |       |       | 59–75   | 59–75     |

### Classificação do 9º ao 16º lugares
Resultados
| Data     | Hora  |               | Placar |                | Set 1 | Set 2 | Set 3 | Set 4 | Set 5 | Total | Relatório |
| -------- | ----- | ------------- | ------ | -------------- | ----- | ----- | ----- | ----- | ----- | ----- | --------- |
| 5 de jul | 13:00 | México        | 1–3    | Egito          | 25–20 | 18–25 | 18–25 | 27–29 |       | 88–99 | 88–99     |
| 5 de jul | 15:37 | Bélgica       | 3–1    | Estados Unidos | 23–25 | 25–17 | 25–17 | 25–16 |       | 98–75 | 98–75     |
| 5 de jul | 18:00 | Finlândia     | 3–1    | Chile          | 25–23 | 12–25 | 25–19 | 25–23 |       | 87–90 | 87–90     |
| 5 de jul | 20:28 | Coreia do Sul | 3–0    | Turquia        | 25–23 | 25–17 | 25–22 |       |       | 75–62 | 75–62     |

### Quartas de final
Resultados
| Data     | Hora  |           | Placar |         | Set 1 | Set 2 | Set 3 | Set 4 | Set 5 | Total  | Relatório |
| -------- | ----- | --------- | ------ | ------- | ----- | ----- | ----- | ----- | ----- | ------ | --------- |
| 5 de jul | 12:00 | Argentina | 1–3    | Irã     | 25–23 | 20–25 | 27–29 | 23–25 |       | 95–102 | 95–102    |
| 5 de jul | 14:29 | Cuba      | 1–3    | Rússia  | 25–23 | 21–25 | 16–25 | 22–25 |       | 84–98  | 84–98     |
| 5 de jul | 17:00 | Brasil    | 0–3    | China   | 32–34 | 16–25 | 22–25 |       |       | 70–84  | 70–84     |
| 5 de jul | 19:00 | França    | 0–3    | Polônia | 19–25 | 19–25 | 22–25 |       |       | 60–75  | 60–75     |

### Classificação do 13º ao 16º lugares
Resultados
| Data     | Hora  |        | Placar |                | Set 1 | Set 2 | Set 3 | Set 4 | Set 5 | Total   | Relatório |
| -------- | ----- | ------ | ------ | -------------- | ----- | ----- | ----- | ----- | ----- | ------- | --------- |
| 6 de jul | 13:00 | México | 3–2    | Estados Unidos | 25–20 | 26–28 | 20–25 | 25–21 | 15–13 | 111–107 | 111–107   |
| 6 de jul | 16:00 | Chile  | 3–1    | Turquia        | 32–30 | 25–22 | 14–25 | 25–14 |       | 96–91   | 96–91     |

### Classificação do 9º ao 12º lugares
Resultados
| Data     | Hora  |           | Placar |               | Set 1 | Set 2 | Set 3 | Set 4 | Set 5 | Total | Relatório |
| -------- | ----- | --------- | ------ | ------------- | ----- | ----- | ----- | ----- | ----- | ----- | --------- |
| 6 de jul | 18:28 | Egito     | 0–3    | Bélgica       | 22–25 | 23–25 | 17–25 |       |       | 62–75 | 62–75     |
| 6 de jul | 20:20 | Finlândia | 1–3    | Coreia do Sul | 25–18 | 20–25 | 20–25 | 24–26 |       | 89–94 | 89–94     |

### Classificação do 5º ao 8º lugares
Resultados
| Data     | Hora  |           | Placar |        | Set 1 | Set 2 | Set 3 | Set 4 | Set 5 | Total   | Relatório |
| -------- | ----- | --------- | ------ | ------ | ----- | ----- | ----- | ----- | ----- | ------- | --------- |
| 6 de jul | 12:00 | Argentina | 3–2    | Cuba   | 27–25 | 25–19 | 14–25 | 22–25 | 15–11 | 103–105 | 103–105   |
| 6 de jul | 14:38 | Brasil    | 3–1    | França | 17–25 | 25–12 | 25–22 | 25–21 |       | 92–80   | 92–80     |

### Semifinais
Resultados
| Data     | Hora  |       | Placar |         | Set 1 | Set 2 | Set 3 | Set 4 | Set 5 | Total  | Relatório |
| -------- | ----- | ----- | ------ | ------- | ----- | ----- | ----- | ----- | ----- | ------ | --------- |
| 6 de jul | 17:00 | Irã   | 0–3    | Rússia  | 23–25 | 16–25 | 14–25 |       |       | 53–75  | 53–75     |
| 6 de jul | 19:00 | China | 3–1    | Polônia | 32–30 | 25–18 | 21–25 | 25–22 |       | 103–95 | 103–95    |

### Décimo quinto lugar
Resultado
| Data     | Hora  |                | Placar |         | Set 1 | Set 2 | Set 3 | Set 4 | Set 5 | Total | Relatório |
| -------- | ----- | -------------- | ------ | ------- | ----- | ----- | ----- | ----- | ----- | ----- | --------- |
| 7 de jul | 08:00 | Estados Unidos | 1–3    | Turquia | 20–25 | 17–25 | 25–15 | 19–25 |       | 81–90 | 81–90     |

### Décimo terceiro lugar
Resultado
| Data     | Hora  |        | Placar |       | Set 1 | Set 2 | Set 3 | Set 4 | Set 5 | Total   | Relatório |
| -------- | ----- | ------ | ------ | ----- | ----- | ----- | ----- | ----- | ----- | ------- | --------- |
| 7 de jul | 10:06 | México | 2–3    | Chile | 25–27 | 25–23 | 25–20 | 25–27 | 13–15 | 113–112 | 113–112   |

### Décimo primeiro lugar
Resultado
| Data     | Hora  |       | Placar |           | Set 1 | Set 2 | Set 3 | Set 4 | Set 5 | Total | Relatório |
| -------- | ----- | ----- | ------ | --------- | ----- | ----- | ----- | ----- | ----- | ----- | --------- |
| 7 de jul | 13:11 | Egito | 1–3    | Finlândia | 19–25 | 25–23 | 21–25 | 13–25 |       | 78–98 | 78–98     |

### Nono lugar
Resultado
| Data     | Hora  |         | Placar |               | Set 1 | Set 2 | Set 3 | Set 4 | Set 5 | Total | Relatório |
| -------- | ----- | ------- | ------ | ------------- | ----- | ----- | ----- | ----- | ----- | ----- | --------- |
| 7 de jul | 15:29 | Bélgica | 3–0    | Coreia do Sul | 25–21 | 25–16 | 25–18 |       |       | 75–55 | 75–55     |

### Sétimo lugar
Resultado
| Data     | Hora  |      | Placar |        | Set 1 | Set 2 | Set 3 | Set 4 | Set 5 | Total  | Relatório |
| -------- | ----- | ---- | ------ | ------ | ----- | ----- | ----- | ----- | ----- | ------ | --------- |
| 7 de jul | 12:00 | Cuba | 3–2    | França | 25–17 | 25–21 | 21–25 | 25–27 | 15–8  | 111–98 | 111–98    |

### Quinto lugar
Resultado
| Data     | Hora  |           | Placar |        | Set 1 | Set 2 | Set 3 | Set 4 | Set 5 | Total | Relatório |
| -------- | ----- | --------- | ------ | ------ | ----- | ----- | ----- | ----- | ----- | ----- | --------- |
| 7 de jul | 14:35 | Argentina | 1–3    | Brasil | 25–15 | 21–25 | 19–25 | 23–25 |       | 88–90 | P2 P3     |

### Terceiro lugar
Resultado
| Data     | Hora  |     | Placar |         | Set 1 | Set 2 | Set 3 | Set 4 | Set 5 | Total | Relatório |
| -------- | ----- | --- | ------ | ------- | ----- | ----- | ----- | ----- | ----- | ----- | --------- |
| 7 de jul | 17:00 | Irã | 1–3    | Polônia | 25–19 | 21–25 | 19–25 | 17–25 |       | 82–94 | 82–94     |

### Final
Resultado
| Data     | Hora  |        | Placar |       | Set 1 | Set 2 | Set 3 | Set 4 | Set 5 | Total | Relatório |
| -------- | ----- | ------ | ------ | ----- | ----- | ----- | ----- | ----- | ----- | ----- | --------- |
| 7 de jul | 19:08 | Rússia | 3–1    | China | 25–23 | 22–25 | 25–17 | 25–14 |       | 97–79 | 97–79     |